# ده پیش سفلی (کهنوج)
ده پیش سفلی، روستایی در دهستان نخلستان بخش مرکزی شهرستان کهنوج در استان کرمان ایران است.

## جمعیت
بر پایه سرشماری عمومی نفوس و مسکن در سال ۱۳۹۵، جمعیت این روستا برابر با ۴۹۰ نفر (۱۳۹ خانوار) بوده‌است.